# V (série de 1984)
V: Os Extraterrestres no Planeta Terra é uma série de televisão de ficção científica de 1984, continuação das miniséries de 1983, "V" e "V: The Final Battle".

## Quadrinhos
Na mesma época a editora DC Comics publicou uma série de revistas em quadrinhos baseadas na série.